# Sharon Duncan-Brewster
Sharon Duncan-Brewster (Londres, 8 de febrero de 1976) es una actriz británica. Es conocida por su papel de Crystal Gordon en Bad Girls durante las primeras cuatro temporadas, Trina Johnson en EastEnders, Mira Troy/Moriarty en Enola Holmes 2 y Maggie Cain en el especial de otoño de 2009 de Doctor Who, The Waters of Mars. También fue la voz en off de Catherine Hunter en The Journey (modo historia) de los videojuegos FIFA 17, FIFA 18 y FIFA 19.

## Filmografía

### Películas
| Año  | Película                             | Personaje     | Notas                |
| ---- | ------------------------------------ | ------------- | -------------------- |
| 1993 | Hope I Die Before I Get Old          | Unknown       |                      |
| 2001 | Love Is Not Enough                   | Mary Carter   |                      |
| 2005 | Imagine Me & You                     | Ms. Fosley    |                      |
| 2006 | Shoot the Messenger                  | Sharlene      |                      |
| 2008 | Three and Out                        | Yvonne        | aka A Deal is a Deal |
| 2011 | Blooded                              | Eve Jourdan   |                      |
| 2016 | Rogue One: una historia de Star Wars | Senator Pamlo |                      |
| 2018 | The Intent 2                         | Beverly       |                      |
| 2019 | Alien: Containment                   | Albrecht      | Cortometraje         |
| 2019 | Snowflakes                           | Esther        | Cortometraje         |
| 2021 | Dune                                 | Liet-Kynes    |                      |
| 2022 | Enola Holmes 2                       | Mira Troy     |                      |

### Televisión
| Año              | Película                 | Personaje                                 | Notas                            |
| ---------------- | ------------------------ | ----------------------------------------- | -------------------------------- |
| 1991             | 2point4 Children         | Maureen                                   | Episodio: "Love and Marriage"    |
| 1992             | Grange Hill              | Girl in cafe #2                           | Episodio: "Highly Appropriate"   |
| 1992             | Between the Lines        | Teenage girl                              | Episodio: "Private Enterprise"   |
| 1995             | Backup                   | Janice                                    | Episodio: "Clubbing"             |
| 1996             | The Bill                 | Aisha Bedford / Donna                     | 2 episodios                      |
| 1998             | Maisie Raine             | Informer                                  | Episodio: "Families"             |
| 1999             | Casualty                 | Clare Johnson                             | Episode: "Seeing the Light"      |
| 1999–2002        | Bad Girls                | Crystal Gordon                            | 44 episodios                     |
| 2002             | Babyfather               | eEvelyn                                   | 2 episodios                      |
| 2004, 2006, 2010 | Holby City               | Louise O'Connor, Carmel Newland, Eve King | 3 episodios                      |
| 2005             | Waking the Dead          | Sarah Baker                               | 2 episodios                      |
| 2005, 2007       | Doctors                  | Rachel Roberts, Cleo Potter               | 2 episodios                      |
| 2007             | Coming Up                | Annette                                   | Episodio: "Spoil"                |
| 2007             | The Nathan Caton Show    | Unknown                                   | Episode(s) unknown               |
| 2009             | EastEnders               | Trina Johnson                             | 15 episodios                     |
| 2009             | Doctor Who               | Maggie Cain                               | Episodio: "The Waters of Mars"   |
| 2011–2015        | Rastamouse               | Scratchy (voz)                            | Serie de animación; 23 episodios |
| 2011–2013        | Top Boy                  | Lisa                                      | 8 episodios                      |
| 2013             | The Bible                | Samson's mother                           | Episode: "Homeland"              |
| 2013–2014        | The Mimic                | Dionne                                    | 4 episodes                       |
| 2015             | Cuffs                    | Karen                                     | Episode: Episode #1.4            |
| 2015             | Cucumber                 | Maureen                                   | 2 episodios                      |
| 2017             | The Boy With The Topknot | Carol                                     | Telefilm                         |
| 2018             | The Long Song            | Kitty                                     | 2 episodios                      |
| 2019–2023        | Sex Education            | Roz Marchetti                             | Papel recurrente                 |
| 2019             | Years and Years          | Fran Baxter                               | 6 episodios                      |
| 2021             | Intergalactic            | Tula Quick                                | 8 episodios                      |

### Videojuegos
| Año  | Videojuego | Papel      |
| ---- | ---------- | ---------- |
| 2016 | FIFA 17    | Cat Hunter |
| 2017 | FIFA 18    | Cat Hunter |
| 2018 | FIFA 19    | Cat Hunter |